# Yingge

Situation du district dans Nouveau Taipei.

Yingge (chinois traditionnel : 鶯歌區 ; pinyin : Yīnggē Qū) est un district de la ville de Nouveau Taipei, à Taïwan.

## Géographie
- Superficie : 21,12 km2
- Population : 86 677 habitants (octobre 2010)